# Извор (област Видин)
Вижте пояснителната страница за други значения на Извор.
Изво̀р е село в Северозападна България. То се намира в Община Димово, област Видин.

## История
Към 30-те години на XX век жителите на Извор до известна степен запазват своя нетипичен за района белоградчишки говор.

## Обществени институции
- Кметство
- Читалище „Вельо Бурдашки – 1929“

## Население
Преброяване на населението през 2011 г.
Численост и дял на етническите групи според преброяването на населението през 2011 г.:
|                     | Численост | Дял (в %) |
| Общо                | 266       | 100,00    |
| Българи             | 180       | 67,66     |
| Турци               | 0         | 0,00      |
| Цигани              | 26        | 9,77      |
| Други               | 0         | 0,00      |
| Не се самоопределят | 3         | 1,12      |
| Неотговорили        | 57        | 21,42     |

## Културни и природни забележителности
На 2 километра от селото се намира Изворският манастир „Света Богородица“ и минерален извор. В центъра на селото се намира църквата „Възнесение Господне“.

## Редовни събития
Ежегодният Изворски събор се провежда през май.

## Галерия
- Читалищета „Вельо Бурдашки – 1929“
- Паметната плоча на Вельо Бурдашки
- Църквата „Възнесение Господне“
- Кметството

## Личности
Родени в Извор
- Петър Илиев (р.1933) – български политически офицер, генерал-лейтенант